# 249P/LINEAR
La comète LINEAR, officiellement 249P/LINEAR, est une comète périodique du système solaire, découverte le 19 octobre 2006 par le programme LINEAR.